# Maciej Kazimierz Sarbiewski
Matias Casimiro Sarbiewski S. J. ou Maciej Kazimierz Sarbiewski (Latim Matthias Casimirus Sarbievius) ou Mathias Casimir Sarbiewski; Sarbiewo, 24 de fevereiro de 1595 – Varsóvia, 2 de abril de 1640, Varsóvia, Polônia), foi o poeta latino mais proeminente no século XVII e renomado teórico da arte poética.

## Vida
Entrou no noviciado dos jesuítas em Vilna em 25 de julho de 1612; estudou retórica e filosofia entre 1614-1617; ensinou gramática e humanidades entre 1617-1618 e retórica em Polotsk (1618-1620); estudou teologia em Vilna 1620-22; foi enviado em 1622 para completar seu curso de teologia em Roma, e lá foi ordenado sacerdote em 1623.

## Obras em prosa
- De acuto et arguto liber unicus, sive Seneca et Martialis;
- Dii gentium, um trabalho especulativo sobre as artes e ciências antigas;
- De perfecta poesi libri quattuor;
- De Deo uno et trino tractatus;
- De angelis;
- De physico continuo;
- Memorabilia;
- orações, sermões e cartas espalhadas.